# Lithium (singel av Nirvana)
Lithium är en singel från 1992 av det amerikanska grungebandet Nirvana, vilken släpptes som den tredje singeln från bandets andra studioalbum Nevermind. "Lithium", som skrevs av Nirvanas sångare Kurt Cobain, blev bandets tredje singel att komma med på topp 20 i Storbritannien och hamnade som bäst på plats 64 i USA. Låtens namn har enligt Michael Azerrad setts som en referens till Karl Marx, som brukar tillskrivas det hårt dekontextualiserade citatet "religion [...] är folkets opium".
Inspelningen av "Lithium" i april 1990 var en av händelserna som låg till grund för den växande klyftan mellan Cobain och Nirvanas dåvarande trumslagare Chad Channing. Cobain visade öppet sitt missnöje med Channings trummande på låten och Channing tvingades lämna bandet kort därefter. Senare inspelningar av "Lithium" var även de problematiska eftersom Nirvana upprepade gånger spelade låten i ett snabbare tempo än vad de gjort tidigare, vilket försvårade arbetet för producenten Butch Vig. Under första inspelningsdagen av "Lithium" blev Cobain väldigt frustrerad över att det tog så lång tid att få allt att stämma med låten. Han och de andra bandmedlemmarna bestämde sig då för att jamma istället och de började spela en instrumentell låt de hade arbetat med. Detta jam spelades in av Vig och döptes senare till "Endless, Nameless" och kom med som en gömd låt på Nevermind.
Musikvideon till "Lithium" regisserades av Kevin Kerslake och består av ett filmkollage, med klipp från Nirvanas konserter. Nirvanas levnadstecknare Michael Azerrad ansåg att musikvideon hade vissa bra aspekter, men att den i det stora hela var en besvikelse. "Lithium" kom på en delad tjugonde plats på The Village Voices lista Pazz & Jop över 1992 års bästa singlar. 2013 röstades "Lithium" fram som den bästa Nirvana-låten genom tiderna av läsarna av Rolling Stone.

## Bakgrund och inspelning

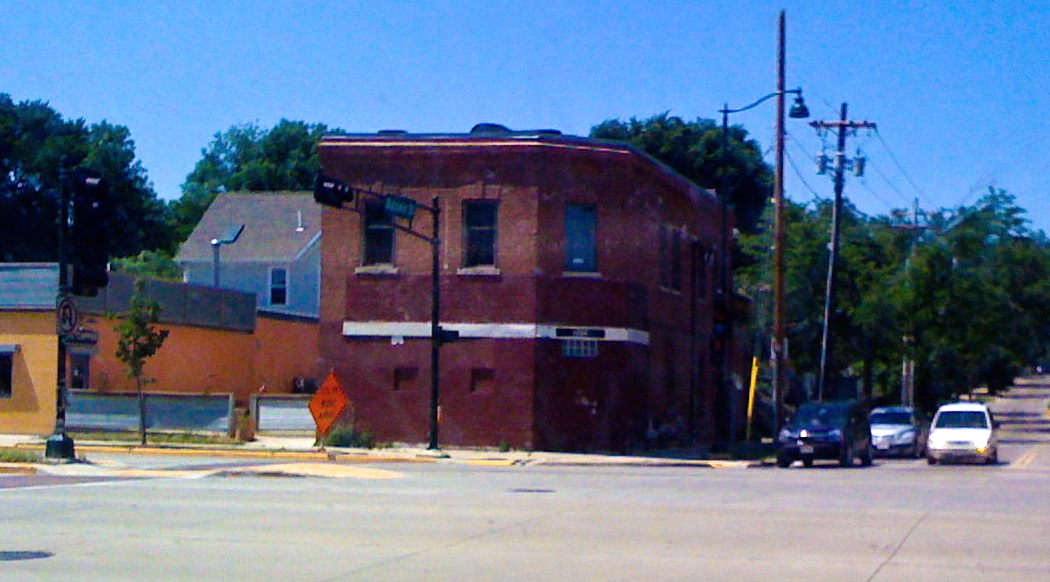
Första gången "Lithium" spelades in var i april 1990 i Smart Studios i Madison, Wisconsin tillsammans med Butch Vig.

Kurt Cobain har beskrivit "Lithium" som en av de få låtar där han satte sig ned och skrev ihop med helt nytt material istället för att blanda in sin poesi och andra saker i den. Nirvana spelade först in "Lithium" med Butch Vig i Smart Studios i Madison, Wisconsin i april 1990. Låten var då tänkt att släppas på bandets andra album för Sub Pop. Det har uppmärksammats att själva inspelningen av "Lithium" var en av händelserna som låg till grund för den växande klyftan mellan Cobain och Nirvanas dåvarande trumslagare Chad Channing. Cobain var inte nöjd med Channings trummande på låten och Cobain tvingades säga till honom att hålla sig till det sätt han ville att Channing skulle spela på. Cobain själv sjöng sönder sina stämband under inspelningen av "Lithium", vilket gjorde att inspelningssessionen fick avslutas tidigare än väntat. Låtarna som spelades in under denna session lades in på en demokassett och skickades runt till olika skivbolag, vilket gjorde att Nirvana uppmärksammades hos några större skivbolag.
Efter att Nirvana hade blivit signade av DGC Records hade de ett möte med Vig i maj 1991 för att påbörja arbetet med sitt andra album, Nevermind. De valde att spela in albumet på Sound City Studios i Van Nuys, Kalifornien istället för Smart Studios. Krist Novoselic har sagt att skillnaderna mellan demoversionerna och de slutgiltiga versionerna av låtarna inte var så stora utan att det mest handlade om att han "förenklade" sitt basspelande. Den nya trumslagaren Dave Grohl valde att hålla sitt trumspelande snarlikt det som Channing hade spelat in, men han bestämde sig för att lägga in mer slagkraft och precision i låtarna. Själva inspelningen av "Lithium" var väldigt mödosam för både Nirvana och Vig. Nirvana spelade upprepade gånger låten i ett snabbare tempo än vad de gjort tidigare, vilket tvingade Vig att använda sig av en metod kallad klick, som underlättar arbetet att synkronisera olika ljudinspelningar. Vig gav även rådet till Grohl att använda sig av enklare mönster i sitt trummande, vilket gav ett tillfredsställande resultat. Dock var Cobains gitarriff svårare att spela in. Vig har sagt att Cobain behövde få spela riffen i sin egen takt och att varenda gång Cobain spelade låten i ett för snabbt tempo tvingades Vig att be Cobain att börja om från början igen. Under första inspelningsdagen av "Lithium" blev Cobain väldigt frustrerad över att det tog så lång tid att få allt att stämma med låten. Han och de andra bandmedlemmarna bestämde sig då för att jamma istället och de började spela en instrumentell låt de hade arbetat med. Detta jam spelades in av Vig och döptes senare till "Endless, Nameless" och kom med som en gömd låt på Nevermind.

## Komposition och låttext
På "Lithium" sänkte Cobain och Novoselic tonarten på sina gitarrer, vilket de även gjorde på låtarna "Come as You Are" och "Drain You", och detta resulterade i att de spelade i d-dur. Både versen och refrängen använder samma ackorduppbyggnad, nämligen E5-G#5-C#5-A5-C5-D5-B5-D5. Efter den andra refrängen spelas ackorden A5-C5 fram till slutet när ackorden D5-B5 används för att avsluta låten. "Lithium" är ett exempel på musikstilen som Nirvana använde sig av när de spelade in Nevermind, där de skiftade mellan tysta och högljudda stycken. Cobain förvrängde ljudet av sin gitarr när han sjöng "yeah" och efter den andra refrängen sjöng Cobain flera meningar som slutar med orden "I'm not gonna crack".
Nirvanas levnadstecknare Michael Azerrad beskrev låtens namn som en referens till Karl Marx uttryck att "religion [...] är folkets opium". Cobain sade själv att låten handlade om en man som, sedan hans flickvän dött, blev religiös eftersom detta var det enda som kunde hålla honom levande; det var det som hindrade honom från att begå självmord. Även om denna handling var fiktiv har Cobain sagt att han tog med delar av sina egna personliga upplevelser i låten, såsom att vara i en dålig relation med någon eller göra slut med sin flickvän. Cobain har sagt att handlingen i "Lithium" kan vara inspirerad av den tid han tillbringade med sin vän Jesse Reed och hans pånyttfödda, kristna föräldrar. Cobain sade till Azerrad att han tyckte att vissa människor behövde religionen i sina liv och att mannen i handlingen till "Lithium" behövde det, då det räddade hans liv. Mark Deming från Allmusic ansåg att "Lithium" var en känslomässigt förödande låt och att den tack vare sitt stundtals lugna tempo var en av de bästa och mest kraftfulla låtarna på Nevermind. Deming tolkade låten som att den handlade om någon som vägrade befria sig rent emotionellt från något och att denna person därigenom fick betala ett fruktansvärt pris för sina handlingar.

## Lansering och mottagande
"Lithium" släpptes som singel i juli 1992. Singelns musikhäfte innehåller låttexterna för alla låtar på Nevermind, vilket inte albumets musikhäfte gör. Med singeln följer även en ultraljudsbild av Cobains och Courtney Loves då ofödda dotter Frances Bean Cobain. Singeln hamnade som bäst på plats 64 på Billboard Hot 100 och låg kvar på topplistan i 9 veckor. "Lithium" hamnade även som bäst på plats 25 på Modern Rock Tracks och låg kvar på denna topplista i 3 veckor. Singeln tog sig upp på plats 11 på UK Singles Chart. "Lithium" släpptes även som en promosingel inför lanseringen av Live at Reading, som släpptes i november 2009, och i LP-format i november 2011 i samlingsboxen Nevermind: The Singles.
"Lithium" kom på en delad tjugonde plats på The Village Voices lista Pazz & Jop över 1992 års bästa singlar. Denna placering delades med Ministrys "Jesus Built My Hot Rod", Lisa Stansfields "Real Love" och Utah Saints "Something Good". När Triple J skapade sin lista "Triple J Hottest 100 of All Time" 1991 kom "Lithium" på plats 3. Låten kom 2004 på plats 5 när New Musical Express listade de tjugo bästa Nirvana-låtarna någonsin och 2011 placerade de "Lithium" på plats 4 på listan "Nirvana: Ten Best Songs". Samma tidskrift placerade 2014 "Lithium" på plats 215 på listan "The 500 Greatest Songs of All Time" och på plats 52 när de valde ut de hundra bästa låtarna från 1990-talet. 2013 röstades "Lithium" fram som den bästa Nirvana-låten genom tiderna av läsarna av Rolling Stone. Låten hamnade på plats 6 på Stereogums lista "The 10 Best Nirvana Songs" från 2014 samt att den kom på plats 4 på listan "10 Best Nirvana Songs" av Loudwire. "Lithium" hamnade på plats tre över de 20 mest spelade Nirvana-låtarna någonsin i Storbritannien, vilket var en lista framtagen av Phonographic Performance Limited för att hedra Cobains 50-årsdag den 20 februari 2017.

## Musikvideo
Musikvideon till "Lithium" regisserades av Kevin Kerslake, som tidigare hade regisserat bandets musikvideo till "Come as You Are", och Kerslake skulle senare även regissera musikvideorna till "In Bloom" och "Sliver". Cobain ville från början att musikvideon skulle vara animerad och att den skulle handla om en flicka vid namn Prego, som hittar några ägg som är på väg att kläckas. Han diskuterade idén med Kerslake, men när det framkom att musikvideon skulle ta fyra månader att producera valde de att överge idén och istället skapa ett sorts filmkollage med klipp från Nirvanas konserter. Ett filmkollage med Nirvanas konsertmaterial förekom även senare i musikvideon till "You Know You're Right", som Chris Hafner regisserade. Kerslakes sätt att använda mer våldsamt videomaterial under de lugnare styckena i låten och vice versa föll Azerrad i smaken, men han tyckte i det stora hela att musikvideon var en besvikelse för en låt som hade så mycket potential.

## Coverversioner
Flera artister har gjort coverversioner av "Lithium". The Polyphonic Spree sjöng in en version till The Fragile Army, där låten kom med på den begränsade utgåvan av albumet. Joseph Gordon-Levitt har uppträtt med låten under sin hitRECord at the Movies-konsert på The Neptune Theater i Seattle, Washington den 23 augusti 2011 och Annie Clark uppträdde med låten när Nirvana valdes in till Rock and Roll Hall of Fame i april 2014. Den franske pianisten Maxence Cyrin har spelat in en instrumentell version av "Lithium" som kom med på Novö Piano och det amerikanska indiebandet Pavement har spelat låten på sina konserter. Reggaeartisten Little Roy har spelat in en coverversion av "Lithium" på sitt Nirvana-inspirerade album Battle for Seattle och det turkiska rockbandet Direc-t upptädde med "Lithium" under Rock'n Coke-festivalen i Istanbul den 3 september 2006. Det brittiska progrockbandet Nirvana tolkade låten för sitt studioalbum Nirvana Sings Nirvana (enligt dem själva spelades det in med "glimten i ögat", men övergavs sedan Cobain hade dött). Låten släpptes senare på Orange and Blue. Både Breaking Benjamin och Papa Roach har uppträtt med "Lithium" live och deras coverversioner har sågats av Verbicide Magazine, där Papa Roachs version beskrevs som det värsta som har hänt under jordens historia.
Till 20-årsjubileet av lanseringen av Nevermind spelades flera coverversioner in av bland annat denna låt, för att på så sätt hylla Nirvana. Den tyska tidskriften Musikexpress släppte ett hyllningsalbum i oktober 2011, där Selig stod för tolkningen av "Lithium". Spin släppte även de ett hyllningsalbum under 2011, kallat Newermind, där The Vaselines var de som spelade in en version av låten. I oktober 2011 släppte skivbolaget Reimagine Music sitt hyllningsalbum Come as You Are: A 20th Anniversary Tribute to Nirvana's Nevermind, där tolkningen av "Lithium" spelades in av Hawthorne Heights. Kerrang! släppte också ett hyllningsalbum till Nevermind och på detta album var det Francesqa som framförde låten. På hyllningsalbumet Smells Like Bleach: A Punk Tribute to Nirvana var det Vice Squad som framförde "Lithium" och Boris spelade in en cover av låten för hyllningsalbumet Whatever Nevermind.

## Låtlista
Alla låtar är skrivna och komponerade av Kurt Cobain, om inte annat anges. 
| Nr | Titel                    | Kompositör | Längd |
| -- | ------------------------ | ---------- | ----- |
| 1. | Lithium                  |            | 4:16  |
| 2. | Been a Son (liveversion) |            | 2:14  |
| 3. | Curmudgeon               |            | 2:58  |
| 4. | D7 (radioversion)        | Greg Sage  | 3:46  |

| 1. | Lithium                  | 4:15 |
| 2. | Been a Son (liveversion) | 2:14 |
| 3. | Curmudgeon               | 2:58 |

## Topplistor
| Land eller världsdel               | Högsta listplacering |
| ---------------------------------- | -------------------- |
| Australien                         | 53                   |
| Belgien                            | 28                   |
| Finland                            | 1                    |
| Irland                             | 5                    |
| Italien                            | 16                   |
| Kanada                             | 83                   |
| Nederländerna (Nederlandse Top 40) | 16                   |
| Nederländerna (Single Top 100)     | 17                   |
| Nya Zeeland                        | 28                   |
| Spanien                            | 13                   |
| Storbritannien                     | 11                   |
| USA (Billboard Hot 100)            | 64                   |
| USA (Mainstream Rock)              | 16                   |
| USA (Modern Rock Tracks)           | 25                   |

## Certifikat
| Land eller världsdel | Certifikat |
| -------------------- | ---------- |
| Storbritannien       | Silver     |